# 6 tháng 7
Ngày 6 tháng 7 là ngày thứ 187 (188 trong năm nhuận) trong lịch Gregory. Còn 178 ngày trong năm.

## Sự kiện
- 371 TCN – Trận Leuctra diễn ra giữa hai thành bang Hy Lạp cổ đại là Thebes và Sparta.
- 1415 – Nhà cải cách tôn giáo người Séc Jan Hus bị thiêu sống vì tội dị giáo tại Konstanz nay thuộc Đức.
- 1885 – Louis Pasteur thử nghiệm thành công vắc-xin phòng bệnh dại trên bệnh nhân là một cậu bé bị chó dại cắn.
- 1921 – Cách mạng Mông Cổ : Lực lượng Xô viết và Đảng Nhân dân Mông Cổ chiếm Urga (nay là Ulaanbaatar) từ Bạch vệ.
- 1957 - John Lennon và Paul McCartney - 2 thành viên của nhóm nhạc huyền thoại The Beatles và là bộ đôi nhạc sĩ vĩ đại của thế kỉ 20, gặp nhau lần đầu tiên.
- 1998 – Sân bay quốc tế Hồng Kông chính thức được sử dụng cho thương mại, hiện là một trong những cảng hàng không lớn nhất trên thế giới.
- 2006 – Ấn Độ và Trung Quốc mở lại hoạt động thông thương mậu dịch qua đèo Nathu La thuộc đoạn Tây Tạng-Sikkim sau 44 năm kể từ Chiến tranh Trung-Ấn.

## Sinh
- 1173 – Lý Cao Tông, Hoàng đế thứ bảy của nhà Lý, Đại Việt (m. 1211)
- 1878 – Eino Leino, nhà thơ Phần Lan (m. 1926).[1]
- 1937 – Ned Beatty, diễn viên Mỹ (m. 2021)
- 1946 – Tổng thống Hoa Kỳ George W. Bush
- 1977 - Minh Tiệp, diễn viên người Việt Nam

## Mất
- 1893 – Guy de Maupassant, nhà văn viết truyện ngắn người Pháp (s. 1850).
- 1967 – Nguyễn Chí Thanh, Đại tướng Quân đội Nhân dân Việt Nam (s. 1914).
- 1992 – Marsha P. Johnson, Drag queen, nhà hoạt động vì giải phóng người đồng tính thế giới (s. 1945).
- 2009 – Robert McNamara, chính khách, Bộ trưởng Quốc phòng Hoa Kỳ (s. 1916).
- 2014 – Tô Hoài, nhà văn người Việt Nam (s. 1920).
- 2019 – Cameron Boyce, diễn viên, ca sĩ người Mỹ (s. 2000).
- 2022 – James Caan, diễn viên Mỹ (s. 1940).